# Viktor Kalisch
Viktor Kalisch (ur. 4 grudnia 1902 w Linzu, zm. 21 grudnia 1976) – austriacki kajakarz. Srebrny medalista olimpijski z Berlina.
Zawody w 1936 były jego jedynymi igrzyskami olimpijskimi. Srebro zdobył w kajakowej dwójce na dystansie 10000 metrów. Partnerował mu Karl Steinhuber. Na mistrzostwach Europy w kajakarstwie zdobył trzy medale: jeden srebrny i dwa brązowe w latach 1933-1936.